# Cristo legato alla colonna con san Pietro e donatori
Cristo legato alla colonna con San Pietro e donatori ( in spagnolo Cristo atado a la columna con San Pedro y donantes)  è un dipinto del pittore spagnolo Alejo Fernández realizzato circa nel 1508, originariamente era nella sagrestia del Convento di Santa Chiara e successivamente conservato nel Museo di belle arti di Cordova, in Spagna.

## Descrizione
Il dipinto raffigura la scena di Cristo legato alla colonna. Alla sua destra, appare l'immagine di San Pietro in ginocchio con le mani giunte. In ginocchio, dimensioni più piccole, compaiono tre donatori anche essi con le mai giunte in orazione. Questi donatori sono Alfonso e Violante de Aragón i quali abitavano in un piano del convento; anche Sancha Díaz, sorella del fondatore stesso.